# سیارک ۱۱۰۲۷
سیارک ۱۱۰۲۷ (به انگلیسی: 11027 Astafʹev، نامگذاری:1986RX5) یازده هزار و بیست و هفتمین سیارک کشف شده‌است که در ۷ سپتامبر ۱۹۸۶ کشف شد.
قدر مطلق سیارک برابر ۱۶.۲ است.